# Église Saint-Martin de Grandville
L'église Saint-Martin est une église située à Grandville, en France.

## Localisation
L'église est située sur la commune de Grandville, dans le département français de l'Aube.

## Historique
L'édifice est classé au titre des monuments historiques en 1913.